# Shotley
Shotley est une paroisse civile d'Angleterre, au Royaume-Uni, située dans le district de Babergh, comté du Suffolk. La paroisse comprend le village de Shotley et les colonies de Shotley Gate et Church End. En 2011, la paroisse civile comptait 2 342 habitants. En référence au recensement de 2021, la population de Shotley était de 550.
Le village de Shotley se trouve à environ un mile au nord-ouest de la pointe de la péninsule et se trouve de chaque côté de la route B1456 (la rue). En 2018, sa population était estimée à 854 habitants. Il y a deux entrées pour Shotley (Scoteleia) et une colonie adjacente de Kirkton (Cherchetuna) répertoriées dans le Domesday Book de 1086.
Une école est située à l'extérieur du village (la moitié du 1 km à l'est) en face du virage vers Oldhall Road. Oldhall Road est située à l'est du village et mène au nord jusqu'à l'église St Mary. L'église est adjacente à un grand cimetière naval entretenu par la Commonwealth War Graves Commission . Il abrite des tombes des deux guerres mondiales, non seulement celles des stagiaires du HMS Ganges, mais aussi celles des navires de guerre basés à Harwich tués au combat avec les Allemands. Il y a un mémorial aux morts des sous-marins Harwich 14-18.